# Molophilus schultzei
Molophilus schultzei är en tvåvingeart som beskrevs av Alexander 1946. Molophilus schultzei ingår i släktet Molophilus och familjen småharkrankar. Inga underarter finns listade i Catalogue of Life.